# Michail Antonio
Michail Gregory Antonio (*28. března 1990 Wandsworth) je anglicko-jamajský profesionální fotbalista, který hraje na pozici útočníka v anglickém klubu West Ham United FC.

## Klubová kariéra
Antonio zahájil svou kariéru v anglickém klubu Tooting & Mitcham United. V roce 2008 se přesunul do týmu hrajícího EFL Championship, do Readingu. V průběhu svého působení v klubu odešel na hostování do Cheltenham Townu, zpátky do Tootingu & Mitcham, Southamptonu a Colchesteru United. Jeho poslední hostování z Readingu, do Sheffieldu Wednesday, se v roce 2012 proměnilo na trvalý přestup. O dva roky později přestoupil do Nottinghamu Forest, kde jeho 16 gólů v 50 zápasech upoutalo pozornost prvoligového West Hamu United, který mu v roce 2015 nabídl smlouvu. Zde hrál na mnoha pozicích, včetně pravého obránce, křídelníka, později se stal hlavním útočníkem klubu.

## Reprezentační kariéra
Antonio, který se narodil ve Wandsworthu, má možnost reprezentovat Jamajku prostřednictvím svých předků, tu ale zpočátku odmítl kvůli touze reprezentovat Anglii. Antonio byl dvakrát povolán do anglické reprezentace, ale dosud neodehrál jediný zápas. V roce 2021 oznámil, že se rozhodl reprezentovat Jamajku.

## Statistiky
K 27. únoru 2021
| Klub                        | Sezóna  | Liga            | Liga   | Liga | FA Cup | FA Cup | League Cup | League Cup | Ostatní | Ostatní | Celkem | Celkem |
| Klub                        | Sezóna  | Liga            | Zápasy | Góly | Zápasy | Góly   | Zápasy     | Góly       | Zápasy  | Góly    | Zápasy | Góly   |
| --------------------------- | ------- | --------------- | ------ | ---- | ------ | ------ | ---------- | ---------- | ------- | ------- | ------ | ------ |
| Tooting & Mitcham United    | 2008/09 | Isthmian League | 9      | 7    | 0      | 0      | —          | —          | 3       | 3       | 12     | 10     |
| Reading                     | 2008/09 | Championship    | 0      | 0    | 0      | 0      | —          | —          | 0       | 0       | 0      | 0      |
| Reading                     | 2009/10 | Championship    | 1      | 0    | —      | —      | 1          | 0          | —       | —       | 2      | 0      |
| Reading                     | 2010/11 | Championship    | 21     | 1    | 1      | 0      | 2          | 0          | 0       | 0       | 24     | 1      |
| Reading                     | 2011/12 | Championship    | 6      | 0    | 1      | 0      | —          | —          | —       | —       | 7      | 0      |
| Reading                     | Celkem  | Celkem          | 28     | 1    | 2      | 0      | 3          | 0          | 0       | 0       | 33     | 1      |
| Cheltenham Town (host.)     | 2008/09 | League One      | 9      | 0    | —      | —      | —          | —          | —       | —       | 9      | 0      |
| Southampton (host.)         | 2009/10 | League One      | 28     | 3    | 5      | 2      | —          | —          | 6       | 2       | 39     | 7      |
| Colchester United (host.)   | 2011/12 | League One      | 15     | 4    | —      | —      | —          | —          | 1       | 0       | 16     | 4      |
| Sheffield Wednesday (host.) | 2011/12 | League One      | 14     | 5    | —      | —      | —          | —          | —       | —       | 14     | 5      |
| Sheffield Wednesday         | 2012/13 | Championship    | 37     | 8    | 2      | 0      | 3          | 1          | —       | —       | 42     | 9      |
| Sheffield Wednesday         | 2013/14 | Championship    | 27     | 4    | 0      | 0      | 1          | 0          | —       | —       | 28     | 4      |
| Sheffield Wednesday         | Celkem  | Celkem          | 78     | 17   | 2      | 0      | 4          | 1          | 0       | 0       | 84     | 18     |
| Nottingham Forest           | 2014/15 | Championship    | 46     | 14   | 1      | 0      | 2          | 1          | —       | —       | 49     | 15     |
| Nottingham Forest           | 2015/16 | Championship    | 4      | 2    | —      | —      | 1          | 2          | —       | —       | 5      | 4      |
| Nottingham Forest           | Celkem  | Celkem          | 50     | 16   | 1      | 0      | 3          | 3          | —       | —       | 54     | 19     |
| West Ham United             | 2015/16 | Premier League  | 26     | 8    | 6      | 1      | —          | —          | —       | —       | 32     | 9      |
| West Ham United             | 2016/17 | Premier League  | 29     | 9    | 1      | 0      | 3          | 0          | 4       | 0       | 37     | 9      |
| West Ham United             | 2017/18 | Premier League  | 21     | 3    | 0      | 0      | 0          | 0          | —       | —       | 21     | 3      |
| West Ham United             | 2018/19 | Premier League  | 33     | 6    | 2      | 0      | 3          | 1          | —       | —       | 38     | 7      |
| West Ham United             | 2019/20 | Premier League  | 24     | 10   | 1      | 0      | 1          | 0          | —       | —       | 26     | 10     |
| West Ham United             | 2020/21 | Premier League  | 17     | 7    | 1      | 0      | 0          | 0          | —       | —       | 18     | 7      |
| West Ham United             | Celkem  | Celkem          | 150    | 43   | 11     | 1      | 7          | 1          | 4       | 0       | 172    | 45     |
| Celkem                      | Celkem  | Celkem          | 364    | 87   | 21     | 3      | 17         | 5          | 14      | 5       | 416    | 100    |

## Ocenění
Southampton
- EFL Trophy: 2009/10

Sheffield Wednesday
- EFL League One: 2011/12 (2. místo)

Individuální
- Hráč roku Nottinghamu Forest: 2014/15
- Hráč roku West Hamu United: 2016/17
- Hráč měsíce Premier League: červenec 2020[3]